# Mickuny (przystanek kolejowy)
Mickuny (lit. Mickūnai, ros. Мицкунай) – przystanek kolejowy w miejscowości Mickuny, w rejonie wileńskim, na Litwie. Leży na linii dawnej Kolei Warszawsko-Petersburskiej.